# Вінсхотен
Вінсхотен (нід. Winschoten; Нідерландською: [ˈʋɪnsxoːtə(n)] ( прослухати)) — місто з населенням 18 518 осіб у муніципалітеті Олдамбт на північному сході Нідерландів. Це найбільше місто в регіоні Олдамбт у провінції Гронінген. Вінсхотен отримав свої міські права в 1825 році. Він був окремим муніципалітетом, поки не був об’єднаний з Олдамбтом у 2010 році. Резиденція уряду Олдамбта знаходиться у Вінсхотені.